# Тромбоз глубоких вен
Тромбоз глубоких вен (ТГВ) — патологическое состояние, характеризующиеся образованием тромбов в глубоких венах, чаще всего нижних конечностей. Данное заболевание встречается у 10-20% населения. Распространённость среди популяции: от 50 до 160 случаев на 100 000 населения. При отсутствии лечения является причиной 3-15% смертей от тромбоэмболии лёгочной артерии (ТЭЛА). Однако вероятность летального исхода от тромбоза глубоких вен верхних конечностей крайне мала. Поздним осложнением заболевания является посттромботический синдром.

## Факторы риска
- Приобретённые
  - Пожилой возраст[7]
  - Хирургическое вмешательство, в частности ортопедическое[8]
  - Рак поджелудочной железы[9]
  - Гиподинамия, сидячий образ жизни, в частности авиаперелёты[10][11]
  - Беременность и послеродовой период[11]
  - Антифосфолипидный синдром[8]
  - Ожирение[8]
  - Травмы[11]
  - Применение комбинированных оральных контрацептивов[8]
  - Гормональная заместительная терапия[8]
  - Волчанка[7]
  - Истинная полицитемия[8]
  - Химиотерапия[7]
  - Табакокурение[7]
  - Наличие центрального венозного катетера[8]
  - Наличие гипсовой повязки[8]
- Смешанные
  - Высокий уровень гомоцистеина в крови[11]
  - Высокий уровень фибриногена в крови[11]
  - Высокий уровень фактора VIII свёртывания крови[11]
  - Высокий уровень фактора IX свёртывания крови[11]
  - Высокий уровень фактора XI свёртывания крови[11]
- Врождённые
  - Дефицит антитромбина[11]
  - Дефицит протеинов C и S[11]
  - Мутации системы гемостаза фактора V Лейдена[11]
  - Протромбин G20210A[11]
  - Дисфиброногенемия[8]
  - Группа крови[8]
  - Фактор XIII 34val[8]
  - Фибриноген (G) 10034T[8]

## Профилактика
- Использование стягивающих чулок во время авиаперелётов[10]
- Использование стягивающих чулок (компрессионного трикотажа)[12]
- Использование комбинации чулок и гепарина после хирургических вмешательств на прямой кишке[13]
- Применение низкомолекулярного гепарина и других медикаментов во время и после беременности для профилактики ТГВ не эффективно[14]
- Нет данных, подтверждающих эффективность антикоагулянтов и других мер для профилактики ТГВ после операций[15]
- Применение физических методов для предотвращения ТГВ после инсульта не является оправданным[16]

## Консервативное лечение
- Режим.

До проведения ультразвукового ангиосканирования необходим строгий постельный режим с целью предотвращения тромбоэмболии легочной артерии. После обследования пациенты с окклюзивными и пристеночными формами венозного тромбоза сразу должны быть активизированы.
- Эластическая компрессия.

Пациентам с ТГВ необходимо ношение компрессиионного трикотажа 2-3-го класса. При хронических облитерирующих заболеваниях артерий нижних конечностей эластическую компрессию необходимо использовать с осторожностью. При регионарном систолическом давлении на задней большеберцовой артерии ниже 80 мм рт. ст. компрессия противопоказана.
- Антикоагулянтная терапия[17]

Показана всем больным с ТГВ. Лечение следует начинать с парентерального введения лечебных доз антикоагулянтов. Предпочтительно использование НМГ или фондапаринукса с дальнейшим переходом на непрямые антикоагулянты — Варфарин
- Тромболизис[19]

## Оперативное лечение
Задачами оперативного вмешательства при ТГВ являются предотвращение ТЭЛА и/или восстановление проходимости венозного русла, а также сохранение функции венозных клапанов, уменьшение тяжести течения посттромботической болезни. Выбор объёма оперативного пособия следует основывать на локализации тромбоза, его распространенности, длительности заболевания, наличии сопутствующей патологии, тяжести состояния больного, имеющегося в распоряжении хирурга технического и инструментального обеспечения.